# 루이스 슈포어

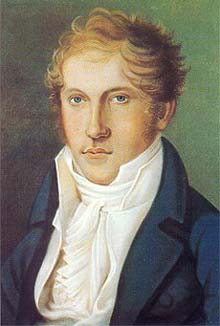
젋은 슈포어의 자화상

루이스 슈포어(Louis Spohr, 1784년 4월 5일~1859년 10월 22일)는 낭만주의 음악 초기시대의 독일 출신 작곡가, 바이올리니스트, 지휘자이다. 본명은 루트비히 슈포어(Ludwig Spohr)이다.
19세기 전반(前半) 독일의 대표적 바이올리니스트로서 바이올린 협주곡이나 교향곡의 작곡을 남겼으며, 《파우스트》나 《예손다》와 같은 독일어의 국민적인 제재에 바탕을 둔 오페라를 써서 카를 마리아 폰 베버와 함께 국민 오페라에 공헌한 업적은 유명하다. 특히 《예손다》는 교묘한 줄거리와 음악이 잘 융합되어 성공하였으며, 그것으로써 슈포어는 낭만파 음악가로서 높은 위치를 차지하고 있다.